# Koinè
Le terme « koinè » est issu de la koïnê dialektos, une langue véhiculaire dans le monde grec ancien. Elle était issue principalement du grec ionien-attique dans lequel avaient pénétré des formes d'autres dialectes. 
Par extension, le terme de koinè désigne une variante autonome d'une langue formée de la combinaison de divers dialectes mutuellement intelligibles utilisés par la population d'un territoire donné, et qui se superpose à leur usage.

## Présentation
Les exemples de koinè sont nombreux : l'arabe littéraire, l'hindi des Fidji, le basque unifié, l'anglais néo-zélandais, ou, au Moyen Âge, l'occitan littéraire des troubadours.
La koinè est une langue aboutie et souvent pensée (d'où sa capacité à servir la littérature) et non un langage disparate créé à seule fin utilitaire. Il est donc difficile de reconnaître l'origine géographique d'auteurs de textes écrits dans une koinè. 
La koinè peut être non seulement écrite (littérature, textes administratifs, textes de droit, etc.) mais aussi orale. Dans certains cas, elle peut couvrir tous les domaines d'activités, de la vie familière aux arts, aux sciences, et à l'administration des États. 
L'usage d'une koinè peut dépasser la zone géographique d'origine de la langue et servir de langue véhiculaire entre locuteurs de langues maternelles différentes (exemple de l'indonésien).